# Cataulacus pullus
Cataulacus pullus é uma espécie de formiga do gênero Cataulacus, pertencente à subfamília Myrmicinae.